# Vilém III. Oranžský
Vilém III. Oranžský (14. listopadu 1650 Haag – 8. března 1702 Londýn) byl od roku 1672 místodržitelem Spojených provincií nizozemských. Byl manželem anglické princezny Marie. V roce 1689 se stali společně s manželkou panovníky Anglie, Skotska (jako Vilém II.) a Irska následkem úspěšné invaze do Anglie a vyhnáním předchozího krále a manželčina otce Jakuba II.
Mnohými protestanty byl označován jako obránce víry, který měl Anglii ochránit před návratem katolicismu. Jeho vláda je počátkem přechodu od osobní vlády Stuartovců, k vládě panovníků Hannoverské dynastie, která se vyznačovala větším mocenským vlivem parlamentu.

## Mládí
Narodil se 14. listopadu 1650 v Haagu jako oranžský princ nizozemského místodržitele Viléma II. a jeho manželky Marie Henrietty Stuartovny, dcery anglického krále Karla I. Osm dní před jeho narozením jeho otec zemřel, ve věku 24 let na neštovice. Od roku 1659 strávil sedm let na Univerzitě v Leidenu, kde se mu dostalo formálního vzdělání, i když nikdy nebyl jejím studentem. V prosinci 1660 bylo rozhodnuto, že se má připravovat na budoucí státní funkci. Po smrti Vilémovy matky, která také zemřela na neštovice ve věku 29 let, se o jeho vzdělání začal starat její bratr, anglický král Karel II. V roce 1672 se stal v průběhu francouzsko-nizozemské války místodržitelem Nizozemských provincií. V roce 1677 se oženil s dcerou Jakuba II. anglickou princeznou Marii. V roce 1685 zemřel anglický král Karel II. a na trůn nastoupil jeho bratr Jakub II. Významní angličtí šlechtici a protestanti se obávali vzestupu katolicismu a nesouhlasili z jeho převzetím vlády. Vilém byl osloven s nabídkou na převzetí anglického trůnu, nejprve váhal a obával se konfliktu z Francií. V roce 1688 se anglickému králi Jakubovi II. narodil následník trůnu, což mělo za následek změnu v uvažování Viléma, který se tak rozhodl pro invazi. Invaze do Anglie se uskutečnila 15. listopadu 1688. Následně se několikrát střetlo nizozemské vojsko s armádou věrnou Jakubovi II., úspěšnější byl Vilém, který koncem roku 1688 umožnil útěk dosavadního krále Jakuba do Francie.

## Bill of Rights

Ludvík XIV. Vilémův dlouhodobý soupeř

Vilém podporoval vydání zákona o náboženské toleranci z roku 1689, který zajišťoval náboženskou svobodu pro některé protestantské nonkonformisty. Nicméně nebyl tak rozsáhlý, jak si Vilém představoval a stále omezoval svobodu katolické církve. V prosinci 1689 byl přijat jeden z nejdůležitějších ústavních zákonů v anglické historii – Bill of Rights. Tento zákon vycházel z předchozí deklarace práv a omezoval výsady panovníka. Mimo jiné uváděl, že panovník nesmí pozastavit platnost zákona schváleného parlamentem, vyhlásit nové daně bez souhlasu parlamentu, zakázat nošení zbraní protestantům, neúměrně odkládat volby do parlamentu, trestat poslance obou komor za projevy v parlamentních debatách, požadovat neúměrnou kauci nebo ukládat nepřiměřené tresty. Vilémovi se taková omezení nelíbila, ale do sporu s parlamentem nešel. Zákon také řešil otázku nástupnictví. Pokud by zemřel jeden z královské dvojice, pokračoval by druhý z nich jako samostatný panovník. Dalším nástupcem byla jmenována Mariina sestra Anna Stuartovna. Do následnictví byly zahrnuty i případné Vilémovy děti. Katolíci nebo ti, kdo by s katolíkem uzavřeli sňatek, byli z následnictví vyloučeni.

## Parlament
I když byli Whigové Vilémovými spojenci, zpočátku preferoval vyvážený postoj mezi Whigy a Toryi. Spolupracoval s Georgem Savillem, který byl známý svým vyváženým politickým přístupem. Whigové měli parlamentní většinu, ale Vilém trval na vybalancovaném poměru sil ve vládě. Tato situace vedla k neefektivní práci vlády a tak byl nucen vyhlásit nové volby. Po volbách začal preferovat spolupráci s Toryi. Ti ale odmítli podporovat jeho snahu pokračovat ve válce s Francií. Důsledkem byl Vilémův odklon k frakci Whigů zvané Junto. Vláda Whigů ustavila Bank of England. Svolení k vytvoření banky vlastněné soukromými bankéři bylo jeho nejdůležitějším ekonomickým rozhodnutím, které položilo základ ekonomického vlivu Anglie v Nizozemsku v 18. století.

## Nepokoje ve Skotsku a Irsku

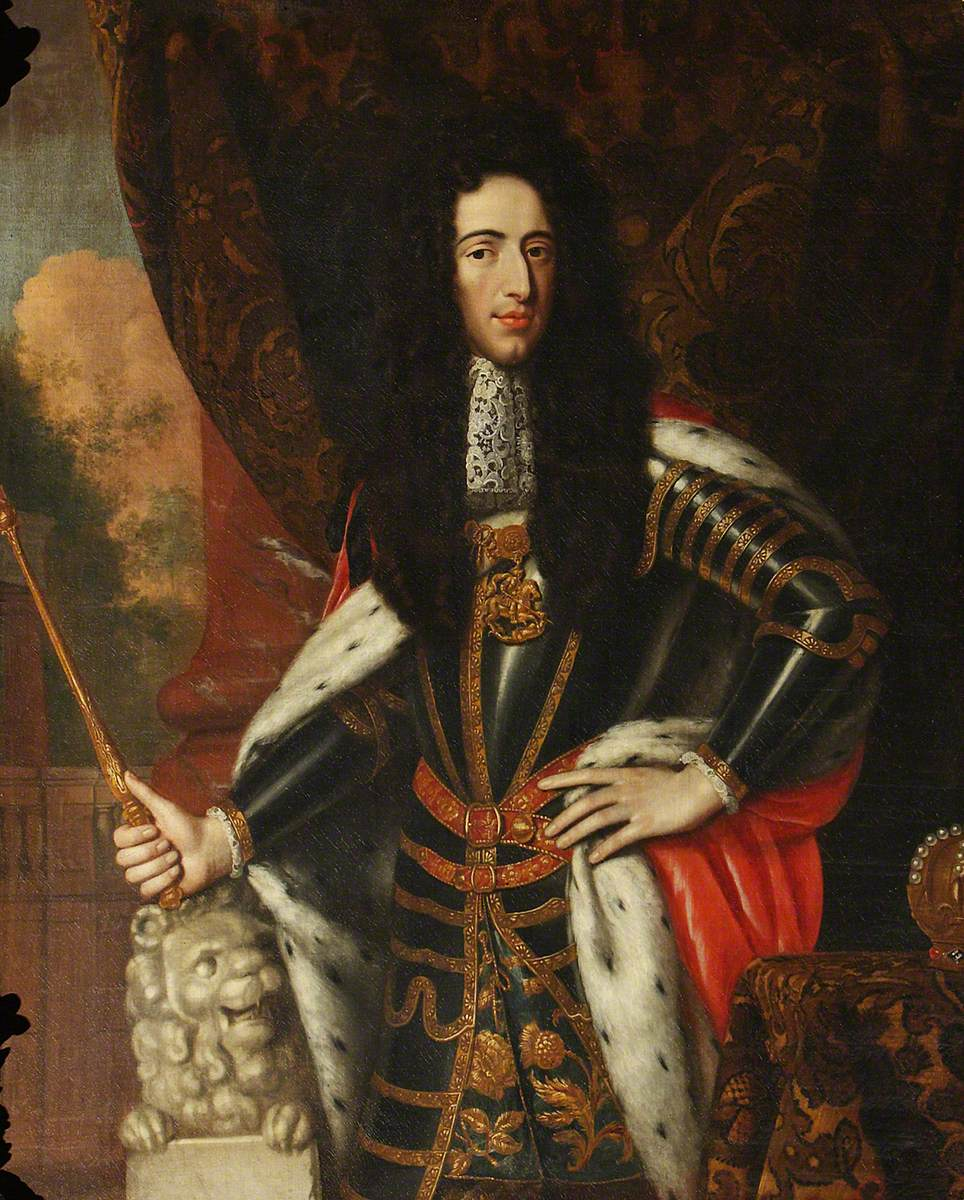
Vilém III.

I když měl podporu jako panovník v Anglii, musel vzdorovat velkému odporu ve Skotsku a Irsku. Skotští jakobité, kteří považovali Jakuba II. za legitimního krále, vyhráli bitvu u Kiliecrankie, ale asi o měsíc později byli přesto poraženi. Vilémova pověst utrpěla po masakru v Glencoe, kde bylo zabito 78 Skotů, kteří odmítli přísahat věrnost Vilémovi a Marii. Na nátlak veřejnosti Vilém viníky tohoto krveprolití odvolal, přesto zůstali jeho oblíbenci. V Irsku pokračovaly boje se vzbouřenci podporovanými Francií mnohem déle, a to i poté, co Jakub II. po porážce v bitvě u Boyne unikl ze země. Po porážce francouzské flotily u La Hogue francouzská podpora Irsku ustala a nepokoje v zemi byly ukončeny mírovou dohodou.

## Pozdní období
Po smrti Marie v roce 1694 vládl sám. Jeho popularita klesala, a to i přesto, že konvertoval k anglikanismu. Po uzavření mírové dohody s Francií roku 1697 ho Ludvík XIV. uznal jako anglického panovníka a přislíbil mu, že nepodpoří Jakuba II. v jeho pokusech nastoupit na anglický trůn. Manželství s Marií nepřineslo žádné potomky a Vilém nejevil snahu znovu se oženit. Mariině sestře Anně se narodilo několik dětí, ale všechny zemřely ještě v dětství až na jediného syna, Viléma, vévodu z Gloucesteru. Jeho smrt roku 1700 znamenala, že jediným možným nástupcem podle Bill of Rights zůstala princezna Anna. Obavy z možného návratu potomků Jakuba II. přimělo parlament k vydání zákona Act of Settlement 1701, kterým byla další nástupkyni určena vzdálená příbuzná Žofie Hannoverská a její protestantští potomci, pokud by Anna zemřela bez potomků a Vilém by se neoženil.
Roku 1702 zemřel na zápal plic, komplikaci po jeho pádu z koně během lovu. Byl pohřben ve Westminsterském opatství vedle své manželky.

## Vývod z předků
|                     |                                    |  |                               |                               |  |  |  |  |  |  |  | Vilém I. Nasavsko-Dillenburský |
|                     |                                    |  |                               |                               |  |  |  |  |  |  |  |                                |
|                     | Vilém I. Oranžský                  |  |                               |                               |  |  |  |  |  |  |  |                                |
|                     |                                    |  |                               |                               |  |  |  |  |  |  |  |                                |
|                     |                                    |  |                               | Juliana ze Stolbergu          |  |  |  |  |  |  |  |                                |
|                     |                                    |  |                               |                               |  |  |  |  |  |  |  |                                |
|                     | Frederik Hendrik Oranžský          |  |                               |                               |  |  |  |  |  |  |  |                                |
|                     |                                    |  |                               |                               |  |  |  |  |  |  |  |                                |
|                     |                                    |  |                               | Gaspard de Coligny            |  |  |  |  |  |  |  |                                |
|                     |                                    |  |                               |                               |  |  |  |  |  |  |  |                                |
|                     | Luisa de Coligny                   |  |                               |                               |  |  |  |  |  |  |  |                                |
|                     |                                    |  |                               |                               |  |  |  |  |  |  |  |                                |
|                     |                                    |  |                               | Charlotte de Laval            |  |  |  |  |  |  |  |                                |
|                     |                                    |  |                               |                               |  |  |  |  |  |  |  |                                |
|                     | Vilém II. Oranžský                 |  |                               |                               |  |  |  |  |  |  |  |                                |
|                     |                                    |  |                               |                               |  |  |  |  |  |  |  |                                |
|                     |                                    |  |                               | Konrád zu Solms-Braunfels     |  |  |  |  |  |  |  |                                |
|                     |                                    |  |                               |                               |  |  |  |  |  |  |  |                                |
|                     | Jan Albrecht I. ze Solms-Braunfels |  |                               |                               |  |  |  |  |  |  |  |                                |
|                     |                                    |  |                               |                               |  |  |  |  |  |  |  |                                |
|                     |                                    |  |                               | Alžběta Nasavsko-Dillenburská |  |  |  |  |  |  |  |                                |
|                     |                                    |  |                               |                               |  |  |  |  |  |  |  |                                |
|                     | Amálie zu Solms-Braunfels          |  |                               |                               |  |  |  |  |  |  |  |                                |
|                     |                                    |  |                               |                               |  |  |  |  |  |  |  |                                |
|                     |                                    |  |                               | Ludvík zu Sayn-Wittgenstein   |  |  |  |  |  |  |  |                                |
|                     |                                    |  |                               |                               |  |  |  |  |  |  |  |                                |
|                     | Anežka ze Sayn-Wittgensteinu       |  |                               |                               |  |  |  |  |  |  |  |                                |
|                     |                                    |  |                               |                               |  |  |  |  |  |  |  |                                |
|                     |                                    |  |                               | Alžběta zu Solms-Laubach      |  |  |  |  |  |  |  |                                |
|                     |                                    |  |                               |                               |  |  |  |  |  |  |  |                                |
| Vilém III. Oranžský |                                    |  |                               |                               |  |  |  |  |  |  |  |                                |
|                     |                                    |  |                               |                               |  |  |  |  |  |  |  |                                |
|                     |                                    |  | Jindřich Stuart, lord Darnley |                               |  |  |  |  |  |  |  |                                |
|                     |                                    |  |                               |                               |  |  |  |  |  |  |  |                                |
|                     | Jakub I. Stuart                    |  |                               |                               |  |  |  |  |  |  |  |                                |
|                     |                                    |  |                               |                               |  |  |  |  |  |  |  |                                |
|                     |                                    |  |                               | Marie Stuartovna              |  |  |  |  |  |  |  |                                |
|                     |                                    |  |                               |                               |  |  |  |  |  |  |  |                                |
|                     | Karel I. Stuart                    |  |                               |                               |  |  |  |  |  |  |  |                                |
|                     |                                    |  |                               |                               |  |  |  |  |  |  |  |                                |
|                     |                                    |  |                               | Frederik II. Dánský           |  |  |  |  |  |  |  |                                |
|                     |                                    |  |                               |                               |  |  |  |  |  |  |  |                                |
|                     | Anna Dánská                        |  |                               |                               |  |  |  |  |  |  |  |                                |
|                     |                                    |  |                               |                               |  |  |  |  |  |  |  |                                |
|                     |                                    |  |                               | Žofie Meklenburská            |  |  |  |  |  |  |  |                                |
|                     |                                    |  |                               |                               |  |  |  |  |  |  |  |                                |
|                     | Marie Henrietta Stuartovna         |  |                               |                               |  |  |  |  |  |  |  |                                |
|                     |                                    |  |                               |                               |  |  |  |  |  |  |  |                                |
|                     |                                    |  |                               | Antonín Navarrský             |  |  |  |  |  |  |  |                                |
|                     |                                    |  |                               |                               |  |  |  |  |  |  |  |                                |
|                     | Jindřich IV. Francouzský           |  |                               |                               |  |  |  |  |  |  |  |                                |
|                     |                                    |  |                               |                               |  |  |  |  |  |  |  |                                |
|                     |                                    |  |                               | Jana III. Navarrská           |  |  |  |  |  |  |  |                                |
|                     |                                    |  |                               |                               |  |  |  |  |  |  |  |                                |
|                     | Henrietta Marie Bourbonská         |  |                               |                               |  |  |  |  |  |  |  |                                |
|                     |                                    |  |                               |                               |  |  |  |  |  |  |  |                                |
|                     |                                    |  |                               | František I. Medicejský       |  |  |  |  |  |  |  |                                |
|                     |                                    |  |                               |                               |  |  |  |  |  |  |  |                                |
|                     | Marie Medicejská                   |  |                               |                               |  |  |  |  |  |  |  |                                |
|                     |                                    |  |                               |                               |  |  |  |  |  |  |  |                                |
|                     |                                    |  |                               | Johana Habsburská             |  |  |  |  |  |  |  |                                |
|                     |                                    |  |                               |                               |  |  |  |  |  |  |  |                                |